# Asura mediastina
Asura mediastina är en fjärilsart som beskrevs av Jacob Hübner 1825. Asura mediastina ingår i släktet Asura och familjen björnspinnare. Inga underarter finns listade i Catalogue of Life.